# Rosa Tapia Vidal
Rosa María Tapia Vidal (Hermosillo, 27 de agosto de 1997) es una deportista mexicana que compite en triatlón.
Ganó una medalla en los Juegos Panamericanos de 2023 y dos medallas en el Campeonato Panamericano de Triatlón de 2023. Participó en los Juegos Olímpicos de París 2024, ocupando el 18.° lugar en la prueba femenina individual.

## Palmarés internacional
| Juegos Panamericanos    | Juegos Panamericanos | Juegos Panamericanos | Juegos Panamericanos |
| Año                     | Lugar                | Medalla              | Prueba               |
| ----------------------- | -------------------- | -------------------- | -------------------- |
| 2023                    | Santiago (Chile)     | Medalla de bronce    | Individual           |
| Campeonato Panamericano |                      |                      |                      |
| Año                     | Lugar                | Medalla              | Prueba               |
| 2023                    | Veracruz (México)    | Medalla de oro       | Individual           |
| 2023                    | Huatulco (México)    | Medalla de plata     | Relevo mixto         |